# دوقم
الدَّوْقَم جنس من أسماك الجاروفيات. أنواعه المعروفة قليلة أعطانها بحار المناطق الحارة. أجسامها مبططة شبه مستديرة الشكل تطول من ٣٠ إلى ٧٠ سم. زعانفها الذيلية مذوانية الشكل.